# Сант'Алберто (Болоња)
Сант'Алберто (итал. Sant'Alberto) је насеље у Италији у округу Болоња, региону Емилија-Ромања.
Према процени из 2011. у насељу је живело 135 становника. Насеље се налази на надморској висини од 12 м.